# زیوزینو (آستراخان)
زیوزینو (به لاتین: Zyuzino) یک منطقهٔ مسکونی در روسیه است که در استان آستراخان واقع شده‌است.